# اوژن فریس
اوژن فریس (فرانسوی: Eugène Fraysse‎؛ زادهٔ ۲۴ اوت ۱۸۷۹ - درگذشته نامشخص) بازیکن فوتبال اهل فرانسه بود. او عضو تیم ملی فوتبال فرانسه در بازی‌های المپیک تابستانی ۱۹۰۰ بود.